# Stalley
Kyle Myricks (Massillon, Ohio, SAD, 30. listopada 1982.), bolje poznat po svom umjetničkom imenu Stalley je američki reper i tekstopisac. Svoju glazbenu karijeru započeo je 2008. godine objavljivanjem prvog miksanog albuma Goin Ape. Do 2012. godine je objavio još tri miksana albuma, te je iste godine objavio album Self Made Vol. 2 gdje je jedan on glavnih izvođača uz sve ostale članove grupe Maybach Music.

## Diskografija

### Zajednički albumi
- Self Made Vol. 2 (2012.)

### Miksani albumi
- Goin Ape (2008.)
- MadStalley: The Autobiography (2009.)
- Lincoln Way Nights (2011.)
- Savage Journey to the American Dream (2012.)

## Vanjske poveznice
- Službena stranica
- Stalley na Allmusicu
- Stalley na Discogsu